# San Andrés Timilpan
San Andrés Timilpan es una población mexicana ubicada en la parte del Estado de México, es la cabecera del municipio de Timilpan, está ubicada al norte del municipio, fue una localidad otomí.